# Frañol
Pour la langue hybride appelée frañol, voir Fragnol.

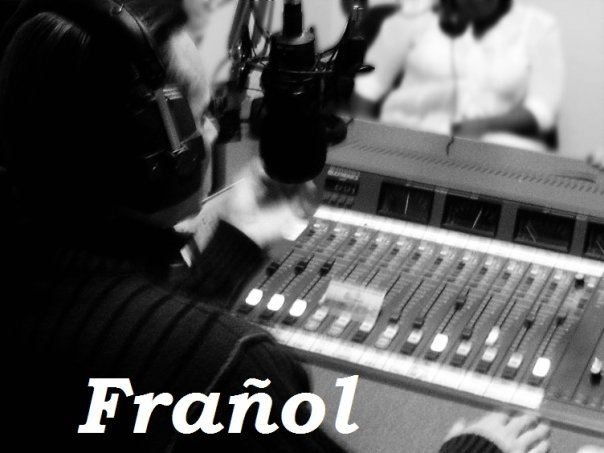

Frañol est une émission de radio canadienne consacrée à la musique latine. Elle est diffusée depuis septembre 2003, d'abord à CJPN 90,5 FM à Fredericton, et maintenant à l'antenne de nombreuses stations FM et Internet en Nouvelle-Écosse, au Nouveau-Brunswick, à Terre-Neuve-et-Labrador, au Québec, en Ontario, en Alberta, au Manitoba, en Colombie-Britannique et dans les Territoires-du-Nord-Ouest. 

## Diffusions
L'émission Frañol est diffusée au Nouveau-Brunswick à l'antenne de CJPN 90,5 FM (Fredericton), de CHQC 105,7 FM (Saint-Jean), de CFBO 90,7 FM (Moncton/Dieppe), CHSR 97,9 FM (Fredericton), de CFAI 101,1 FM (Edmundston) et 105,1 FM (Grand-Sault), de CKMA 93,7 FM (Miramichi) et de CIMS 103,9 FM (Dalhousie/Campbellton); en Nouvelle-Écosse à l'antenne de CKRH 98,5 FM (Halifax); au Québec à l'antenne de CFID 103,7 FM (Acton Vale), de CKIA 88,3 FM (Québec), de CHOW 105,3 FM (Abitibi), de CIEU 94,9 FM & 106,1 FM (Baie-des-Chaleurs), de CKBN 90,5 FM (Bécancour), de CKVL 100,1 FM Radio LaSalle (Montréal), des radios Internet Moosik Radio, Music X Radio et Radio Émergence (Québec), de Passion FM (100,5 FM Lac-Etchemin, 103,9 FM Bellechasse & 105,5 FM Île d’Orléans), de CKMN 96,5 FM (Rimouski), de CFLX 95,5 FM (Sherbrooke), de CFUT 92,9 FM(Shawinigan), de CIAX 98,3 FM (Windsor), de CJTB 93,1 FM (Tête-à-la-Baleine), de CKCJ 97,9 FM (Lebel-sur-Quévillon), de CIBO 100,5 FM (Senneterre), de CFMF 103,1 FM (Fermont), de CILE 95,1 FM & 97,7 FM (Havre-Saint-Pierre), ainsi que de CIHO 96,3 FM (Charlevoix), 92,1 FM (Baie-Saint-Paul), 105,9 FM (La Malbaie) et 88,1 FM (Saint-Siméon); en Ontario à l'antenne de CHOQ 105,1 FM (Toronto), de CJFO 94,5 FM (Ottawa) et de CINN 91,1 FM (Hearst) et à CHOD 92,1 FM (Cornwall); dans l'Ouest canadien à l'antenne de Boréal 92,1 FM à Plamondon (Alberta), de CFRG 93,1 FM (Gravelbourg), de CILS 107,9 FM (Victoria), de RadioCité 97,9 FM (Edmonton), et dans le Nord canadien à l'antenne de CIVR 103,5 FM (Yellowknife) et de CFRT 107,3 FM (Iqaluit).
De temps à autre, des invités de la communauté latine, des amateurs de musique latine et des amoureux de la langue espagnole participent à l'émission pour parler de culture, de danse, de musique, de voyage, etc.

## Distinctions
En mars 2010, l'émission a remporté le Barry Award de la meilleure émission culturelle diffusée à CHSR 97,9 FM, à Fredericton.
En juin 2011, l'animateur de Frañol a remporté le prix de communicateur de l'année lors du Gala de l’Alliance des radios communautaires du Canada qui a eu lieu à Edmundston, au Nouveau-Brunswick.